# Људи у црном (стрип)
Људи у црном прва је епизода стрипа Марти Мистерија. Оригинално је објављена 1. априла 1982. под називом Gli uomini in nero за издавачку кућу Бонели. Имала је 96 страна. Цена је била 700 лира.

## Издање у Србији
У Србији, део тадашње СФРЈ, ова епизода је објављена први пут 1983. године као ванредно издање Лунов магнус стрипа у издању Дневника из Новог Сада. Наслов епизоде је био Марти Мистерија. Епизода се налазила на странама 99–198. Цена свеске била је 50 динара. Оригинална насловна страница објављена је тек у 60. броју Ванредног издања ЛМС Марти Мистерије (Дани море).
Ванредно издање ЛМС било је замишљено да садржи два јунака — Ђила и Марти Мистерију, који би се смењивали на насловној страници и у самој свесци (једном би свеска почињала са епизодом Ђила, а наредна свеска са епизодом ММ). У првом броју је носећу улогу имао Ђил (pp. 1–98). Он се на насловној страни смењивао са Марти Мистеријом све само у првих 11. бројева. Након тога је престао да излази, али је ММ и даље излазио на повећаном броју страна са разним мање популарним стрип јунацима. Тек од 36. броја се у издању појављује само по једна епизода Марти Мистерије.

## Кратак садржај
Марти Мистерија и Јава трагају за географским картама које их воде до тајне библиотеке у граду Луксор. Верују да ће тамо наћи доказе за постојање Атлантиде. На путу му се испречују Људи у црном, тајна организација чији је циљ да спречи ширу јавност да сазна алтернативну истину о настанку цивилизације на планети Земљи. Разлог зашто људи у црном то раде јесте одржавање баланса снага и глобалне поделе улога. Другачија истина о настанку света би довела до нових уверења, а то би можда довело до прерасподеле моћи и прекомпоновања политичких и економских односа на планети Земљи.

## Локације
Тесалија (Грчка), Азоре (Португал), улица Вашингтон Мјуз бр. 3 (Њујорк, САД), Калабака (Грчка), манастир Метереон, Луксор (библиотека у Луксору).

## Узор и инспирација
Професионално, лик Марти Мистерије надовезује се на појаву и популарност филмова о Индијани Џонсу (први филма Отимачи избубљеног ковчега појавио се 1981. године). Као и Индијана, Марти је универзитетски професор, који, трагајући за предметом који начуно изучава, упада у опасне авантуре. Међутим, творац стрипа Алфредо Кастели објаснио је да се претеча лика Марти Мистерије налази у лику Алана Кватермана, стрипа којег је Кастели почео да припрема још 1975. године. Изашло је само неколики епизода овог стрипа. Кастели је касније са другим цртачима направио нову верзију 1980. год, али поново није имао успеха. Све док 1981. није упонао Ђ. Алесандринија и направио Марти Мистерију којег је почео да објављује Бонели. Графички, Марти личи на јунаке америчких стрипова Брик Брадефорд и Флеш Гордон.

## Узвик
Као и сваки Бонелијев јунак, Марти Мистерија има свој карактеристичан узвик ”Ђаволи пакла!”, иако у 1. епизоди каже ”Добри боже!” (стр. 19).

## Насловна страна
Ово је једина оригинална наслова страна на којој није објављено име епизоде.